# Marcilly-sur-Vienne
Marcilly-sur-Vienne – miejscowość i gmina we Francji, w Regionie Centralnym, w departamencie Indre i Loara.
Według danych na rok 1990 gminę zamieszkiwało 526 osób, a gęstość zaludnienia wynosiła 48 osób/km² (wśród 1842 gmin Regionu Centralnego Marcilly-sur-Vienne plasuje się na 663. miejscu pod względem liczby ludności, natomiast pod względem powierzchni na miejscu 1103.).